# Хуа Мулань
Хуа Мулань (кит. трад. 花木蘭, упр. 花木兰, пиньинь Huā Mùlán) — героиня китайской поэмы, пошедшая на войну вместо своего престарелого отца, несмотря на то, что в армию брали лишь мужчин. Поэма «Песнь о Мулань» была написана в VI веке, но первоначальная версия не сохранилась, в отличие от позднейшей версии в сборнике XII века, созданном Го Маоцянем. Имела ли Хуа Мулань реальный прообраз, неизвестно. Предполагается, что женщина, ставшая её реальным историческим прототипом, жила во времена династии Северная Вэй (V в. н. э.).

## Имя
Имя «Мулань» означает «магнолия» («mù» означает дерево, а «lán» означает «орхидея»). К имени Мулань часто добавляют фамилию «Huā», что означает «цветок».

## Сюжет
Мулан вздыхает за своим ткацким станком. Император мобилизует армию, и её отец упоминается в каждом приказе о призыве на военную службу. Будучи старшим ребенком, она решает занять место своего отца. Она покупает прекрасную лошадь на восточном рынке, седло и стремена на западном, уздечку и поводья на южном и длинный хлыст на северном.
Утром она прощается со своими родителями и отправляется на Черную гору, а вечером разбивает лагерь у Желтой реки, где из-за бурлящих вод не слышит призывов своих родителей; только звуки конницы варваров в горах Янь. Она продвигается к битве на десять тысяч ли, словно пролетая над горами. Холодный ночной воздух прорезает звук сторожевого гонга, и лунный свет отражается от её металлических доспехов. Происходят сотни сражений, и полководцы гибнут.
После десятилетней кампании ветераны возвращаются, чтобы встретиться с Сыном Неба, восседающим на троне в великолепном дворце, который раздает повышения в званиях и денежные вознаграждения. Он спрашивает Мулань, чего бы она хотела. Она отказывается от высокопоставленной должности в центральном правительстве и просит только о быстром скакуне, чтобы добраться домой.
Родители, узнав о её возвращении, приветствуют её за пределами родного города. Старшая сестра надевает её красивое платье. Младший брат точит нож для свиней и овец. Мулань возвращается в свою комнату и переодевается в свою старую одежду. Она расчесывает волосы у окна и, стоя перед зеркалом, украшает их золотисто-желтыми цветами. Её товарищи потрясены, увидев её. За двенадцать лет совместной службы они так и не поняли, что она женщина.
В ответ Мулань объясняет: «У зайца-самца тяжелые передние лапы. Зайчиха склонна щуриться. Но когда они бегут бок о бок, пригибаясь к земле, кто может сказать мне, кто из них кто?»

## В культуре

### Анимация
В 1998 году компания Walt Disney сняла одноимённый мультфильм о Мулан, в 2004 году — его продолжение.
Также в 1998 году итальянской компанией «А Mondo TV» был снят 87-минутный анимационный фильм «Легенда Хуа Мулан», режиссёр Орландо Корради.
Мулан (木兰：横空出世) — мультфильм 2020 года китайского производства.

### Кино
О Мулань был снят ряд художественных фильмов и сериалов.
Среди известных полнометражных экранизаций:
- 1939 г. — китайский художественный фильм «Мулань идёт в армию» (Mulan cong jun).
- 1964 г. — гонконгский музыкальный фильм Мулан. В главной роли — Айви Лин По, получившая за неё премию «За лучшую женскую роль» Азиатско-Тихоокеанского Кинофестиваля.
- 2009 г. — китайско-американский фильм Мулан/Hua Mulan. В главной роли — Чжао Вэй, получившая за неё аналогичную премию Чанчуньского Кинофестиваля, а также премию «Hundred Flowers» и приз Шанхайской Ассоциации Кинокритиков. В съёмках также принял участие российский певец Витас.
- 2020 г. — четыре экранизации:
  - диснеевская экранизация Мулан — в главной роли китайская певица Лю Ифэй. Режиссёр фильма Ники Каро.
  - китайская экранизация Мулан (无双花木兰) — в главной роли Лю Юнси. Режиссёр фильма Линь И.
  - китайская экранизация Мулан (木兰之巾帼英豪) — в главной роли Сюэ'ар Ху. Режиссёр фильма Чэнь Чэн.
  - китайская экранизация Мулан (刘楚玄) — в главной роли Лю Чусюань. Режиссёр фильма Ли Юси.

Сериалы:
- 2011 г. — американский телесериал канала ABC в жанре фэнтези «Однажды в сказке» (с октября 2011 года по настоящее время). Роль исполняет Джейми Чон. Одна из действующих героев сериала, начиная со второго сезона.
- 2013 г. — выпуск китайского телесериала «Hua Mu Lan Chuan Qi» («Легендарная Хуа Мулан») состоящего из 48 серий, в котором играли Дилан Ко, Дай Чунь Жун, Чэн Пэй Пэй и др. В этом же году вышел ещё один сериал режиссёра Тянь Ю Ляна с оригинальным названием «Jin Guo Da Jiang Jun», а в русском переводе «Мулан», главные роли в котором исполнили Эланни Кон, Юань Хун, Чэнь Сы Чэн, Лю Цзы Янь и Пань Хун.

### Прочее
- На Венере есть кратер, носящий имя Мулань.
- Чемпионат мира по футболу среди женщин 2007 назначил Мулань своим талисманом.